# Arapkir
Arapkir là một huyện thuộc tỉnh Malatya, Thổ Nhĩ Kỳ. Huyện có diện tích 974 km² và dân số thời điểm năm 2007 là 11470 người, mật độ 12 người/km².